# 高麗仏画
高麗仏画（こうらいぶつが）は高麗時代描かれた仏画である。独特で精巧な図様と、細密で華麗な装飾文様を備えた豊かな絵画表現を持ち、韓国美術史にとどまらず東アジア美術史においても優れた芸術的価値を持つ作品群である。

## 現存仏画
現存する高麗仏画は、世界で約160点あるが、そのうち約130点が日本にあり、欧米に17点あり、韓国国内には13点がある。
制作年が特定されている最古の高麗仏画は「金義仁発願五百羅漢図」（1235～1236年、大和文華館、出光美術館、東京国立博物館、韓国国立中央博物館、クリーブランド美術館などに分蔵）で、次いで「阿弥陀如来図」（1286年、島津家旧蔵）、「弥勒大成仏教変相図」（1294年、妙満寺）がある。

## 日本への渡来に関する論争
日本伝世の作品の殆どが、中国元時代の作とされるか、または「君台観左右帳記」に中国・宋時代の画家と記されている張思恭の筆になるものとして伝えられてきた。
韓国では、日本にある高麗仏画の多くは倭寇が略奪したものだとしているが、日本では、李氏朝鮮が仏教を弾圧したため日本に流出したものだとしている。
また、日本の高麗仏画には由来に豊臣秀吉の朝鮮征伐の際の戦利品と書かれてあるものもあるが、この由来書について 上垣外憲一は疑ってかかる必要があり、当時は分捕り品とした説明した方がかっこいいこととされていたことも考慮する必要があると述べている。
李氏朝鮮政府は、仏教弾圧政策をする一方で、高麗仏画は日本に高価で取引されるため貿易品として輸出したり、また日朝親睦のため贈答したこともあった。
上垣外憲一は日本と朝鮮のあいだは戦争の歴史であったとみると歴史認識が歪むと指摘したうえで、そうした認識から、日本に朝鮮の文化財があると秀吉の軍隊が略奪した物に違いないと断定することになるが、秀吉の軍隊が略奪したものの多くは書籍であったし、略奪品として日本に来た物もあるが、平和的な交流のなかから贈り贈られてきた物や貿易で入ってきた物もかなりあるとして、すべてを略奪品とみなす見方を批判している。

## 韓国窃盗団による連続盗難事件
韓国人窃盗団が日本から高麗仏画を次々と盗む事件が起こっている。1998年に大阪府太子町の叡福寺の「楊柳観音像」、2001年に愛知県豊田市の隣松寺の「絹本著色観経曼荼羅」、2002年に兵庫県加古市の鶴林寺の「絹本著色阿弥陀仏三尊像」が盗まれた。2004年10月にソウルで韓国人窃盗団が逮捕され、この窃盗団の犯行であることが分かった。韓国では、日本にある高麗仏画は文禄・慶長の役や日本統治時代に略奪されたと認識されており、窃盗団は「神が『日本が略奪した我が国の文化財を取り戻せ』と言った」と主張したが、盗品をすぐ売却して金に替えており、金銭目的の犯行だと判明している。2005年1月には懲役判決を受けた。
「絹本著色阿弥陀仏三尊像」は韓国に持ち込まれた後、6回の転売を経て慶尚北道の寺に渡ったことが分かったが、その後また行方不明になった。「絹本著色観経曼荼羅」も韓国に持ち込まれたことが分かっており、「楊柳観音像」も韓国に持ち込まれたと言われている。
2005年8月にも韓国人4人組が、大恩寺 (豊川市)で国の重要文化財である絹本著色王宮曼荼羅図を盗もうとして、住職の長男を包丁で刺して重傷を負わせる事件が発生した。犯人たちは2014年4月までに全員逮捕された。

## 展覧会
2010年10月12日から11月21日まで韓国国立中央博物館で「高麗仏画大展」が開かれた。韓国、日本、欧米の高麗仏画61点を集めた過去最大規模の展示となった。

## ギャラリー

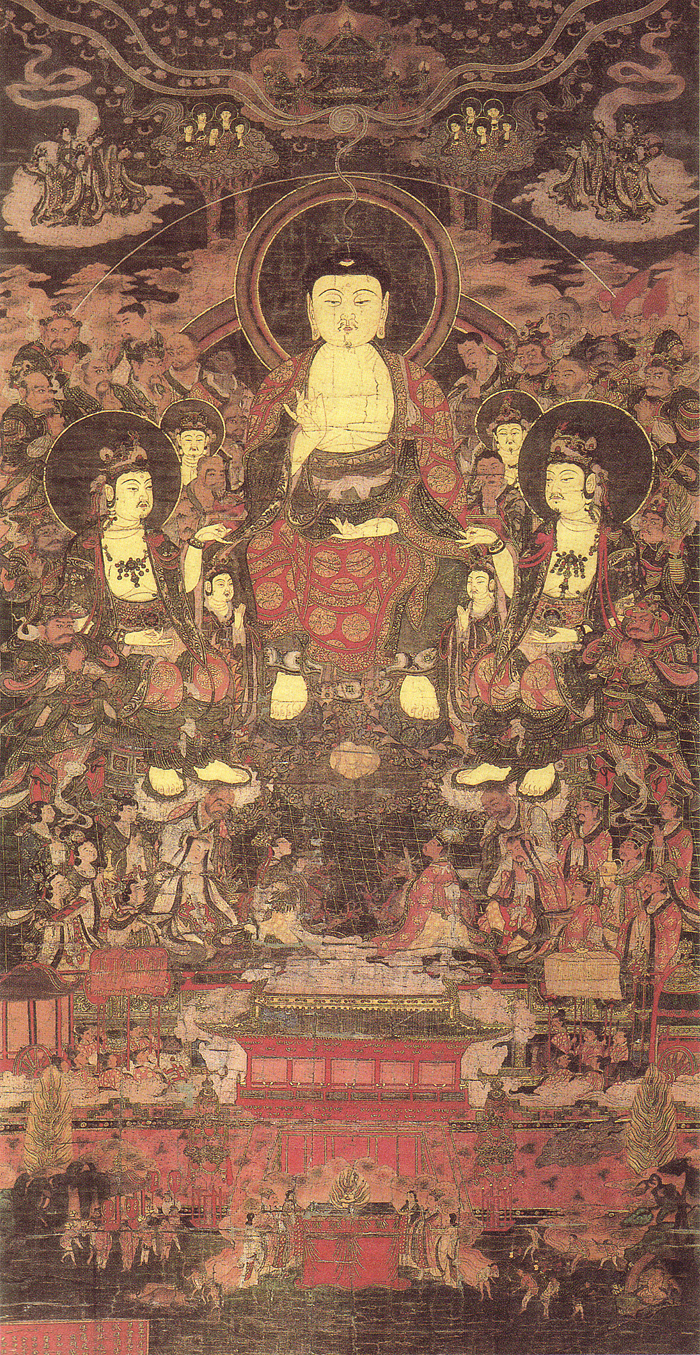
弥勒下生経変相図(1350年、 親王院)
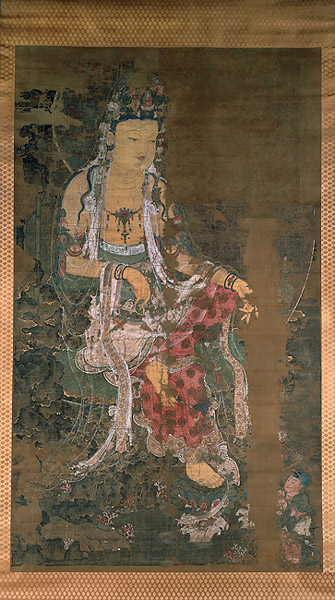
楊柳観音像（1310年、鏡神社 (唐津市)）
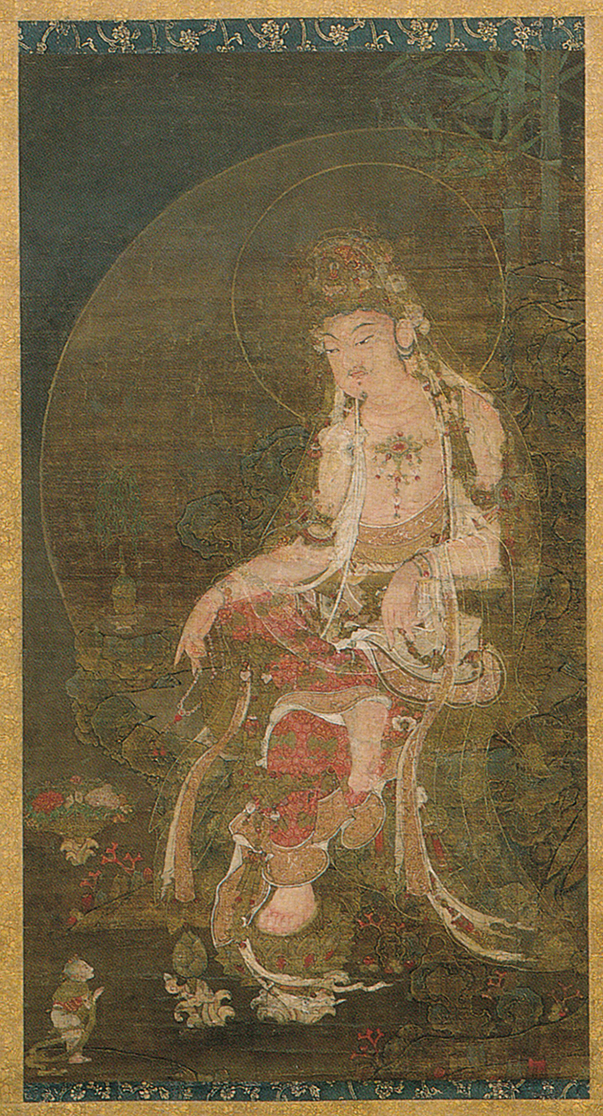
水月観音図（ギメ東洋美術館）
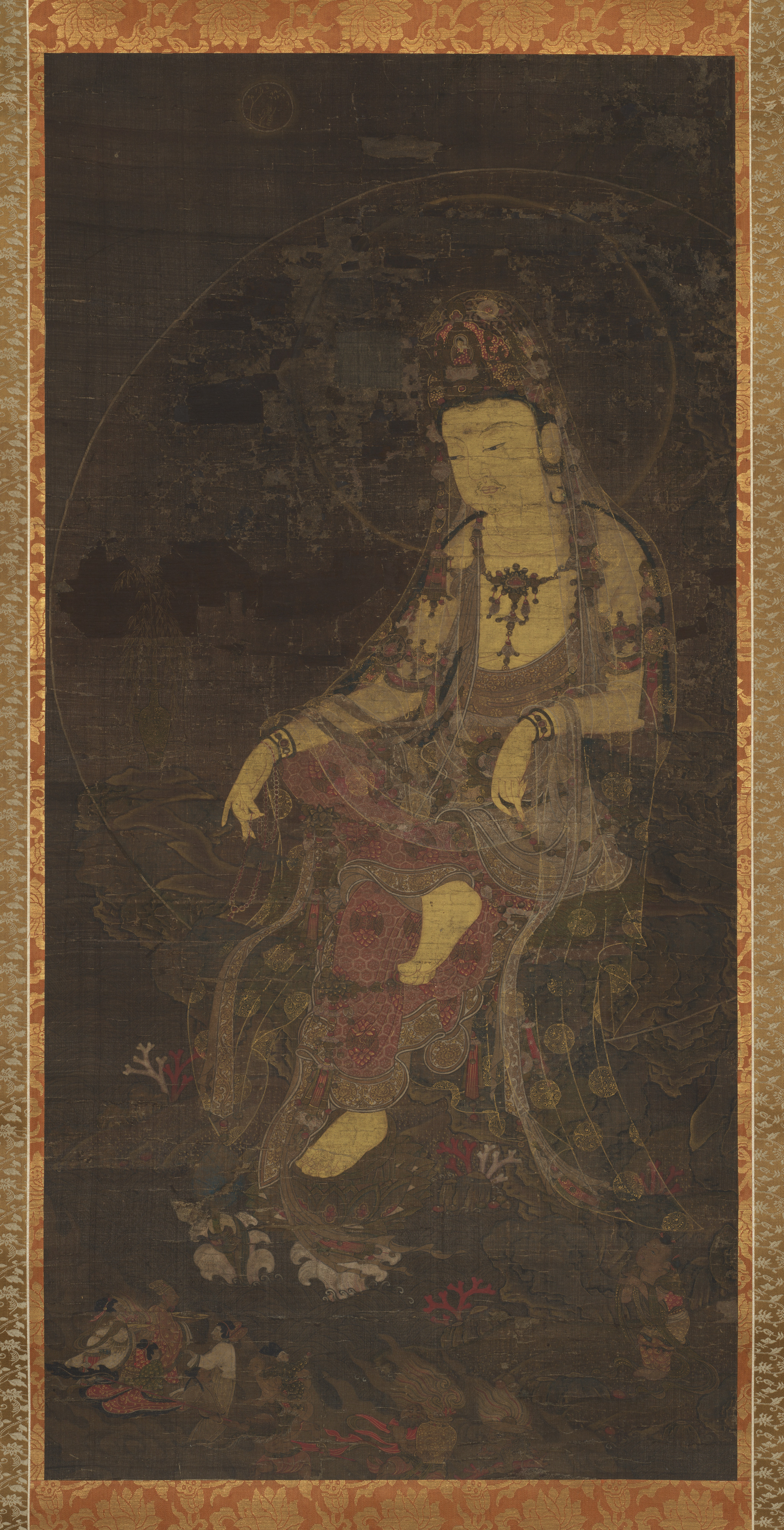
水月観音図（14世紀前半、メトロポリタン美術館）
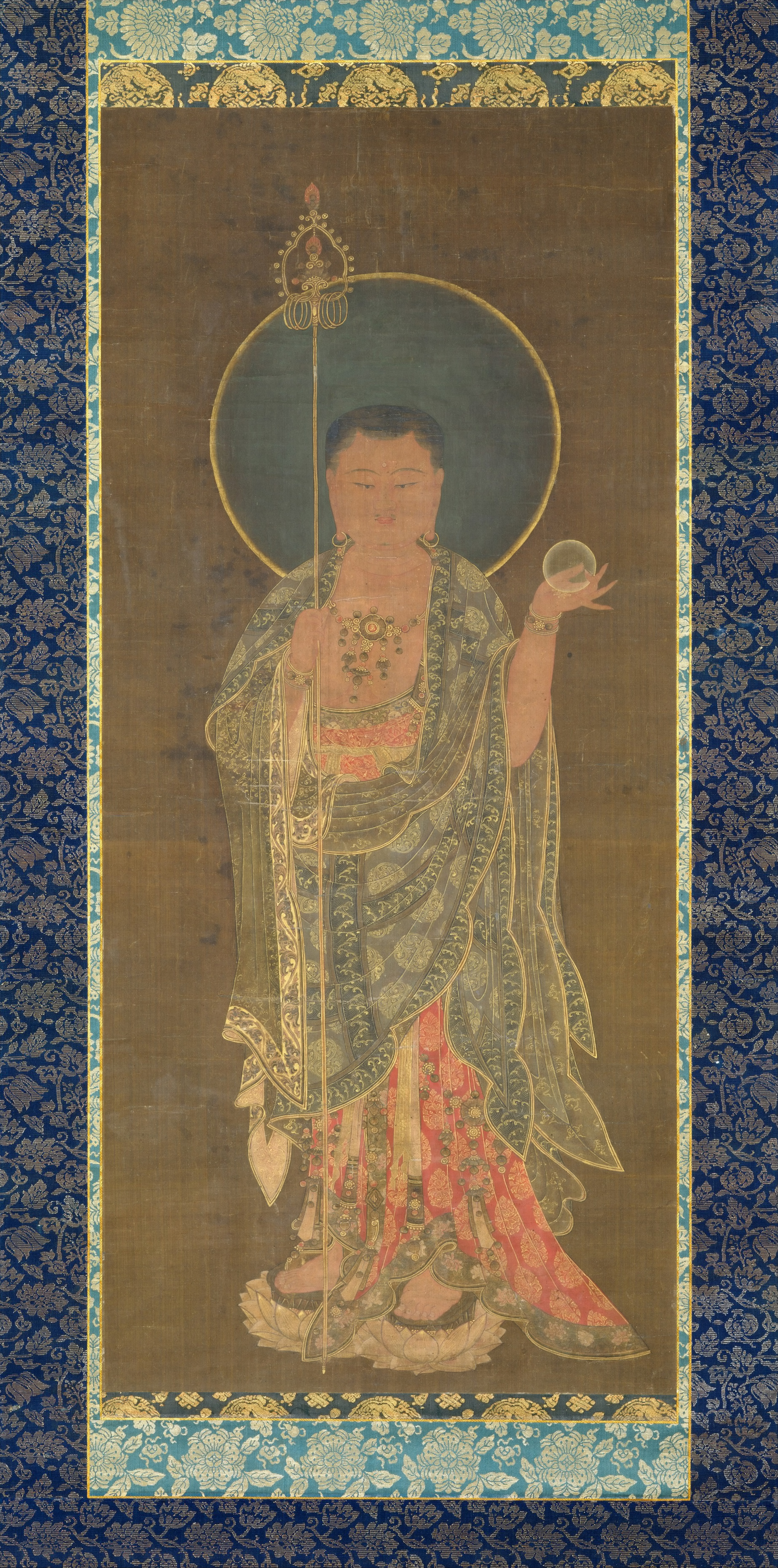
地蔵菩薩図（14世紀後半、メトロポリタン美術館）
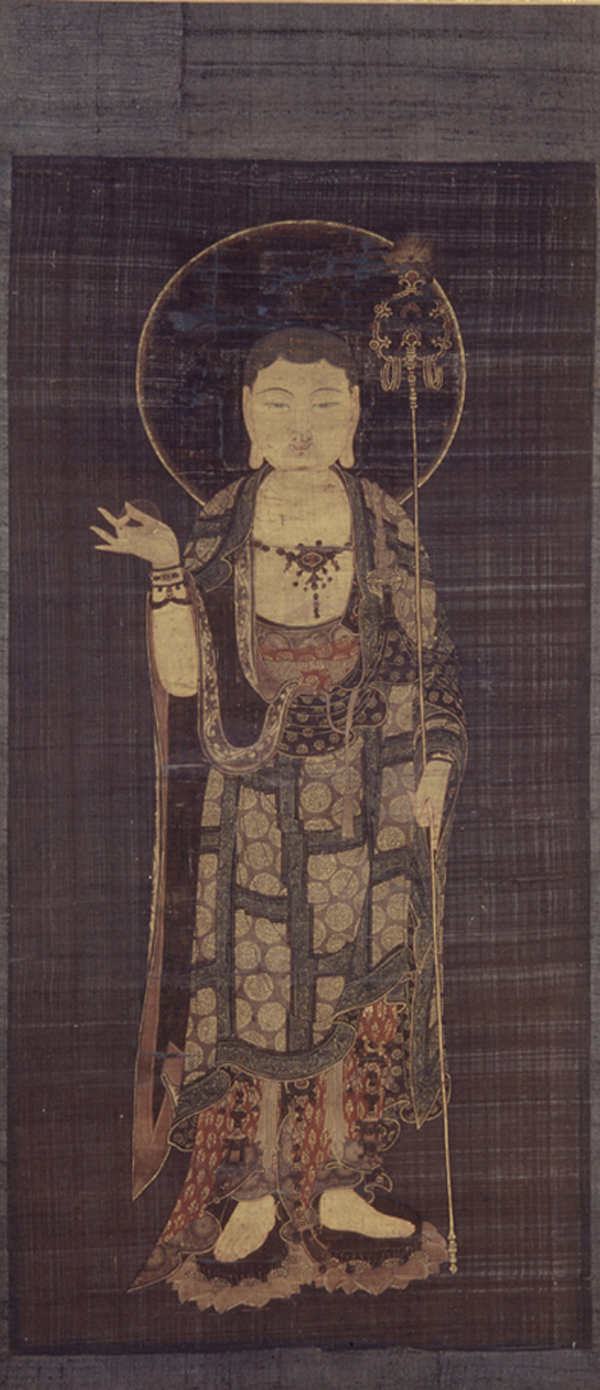
地蔵菩薩図（ボストン美術館）
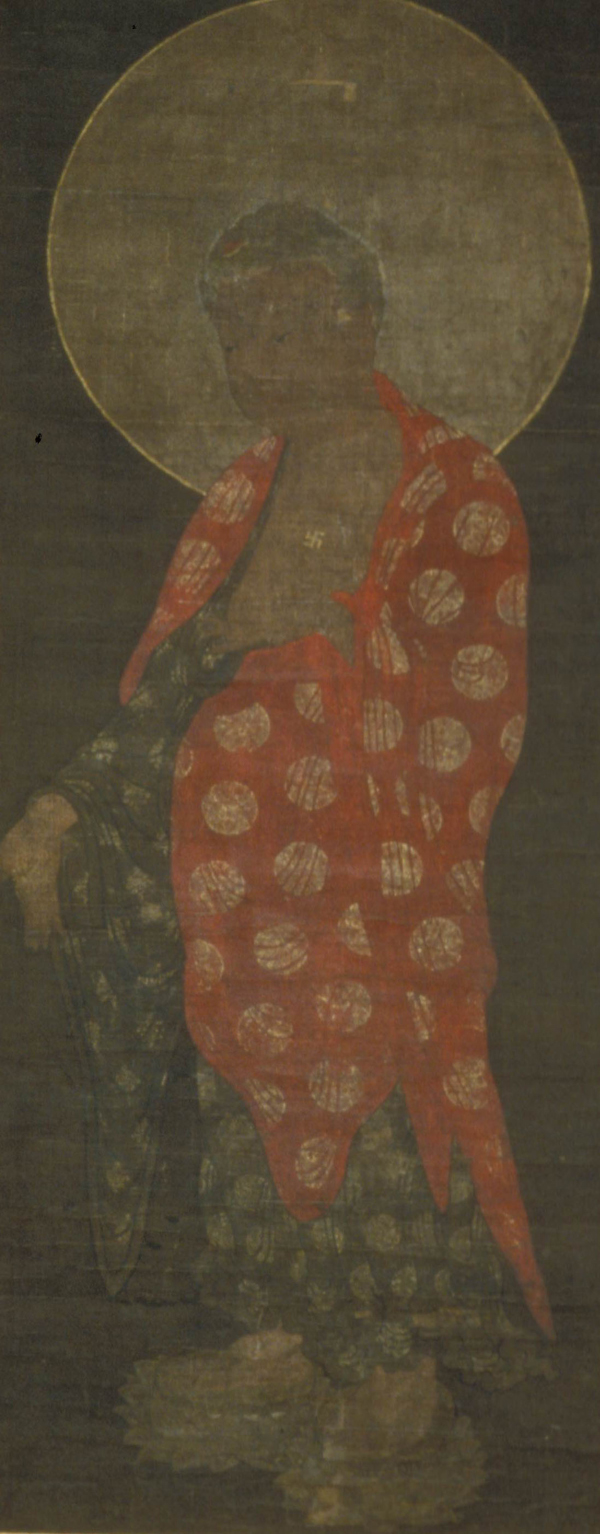
阿弥陀如来図（ギメ東洋美術館）
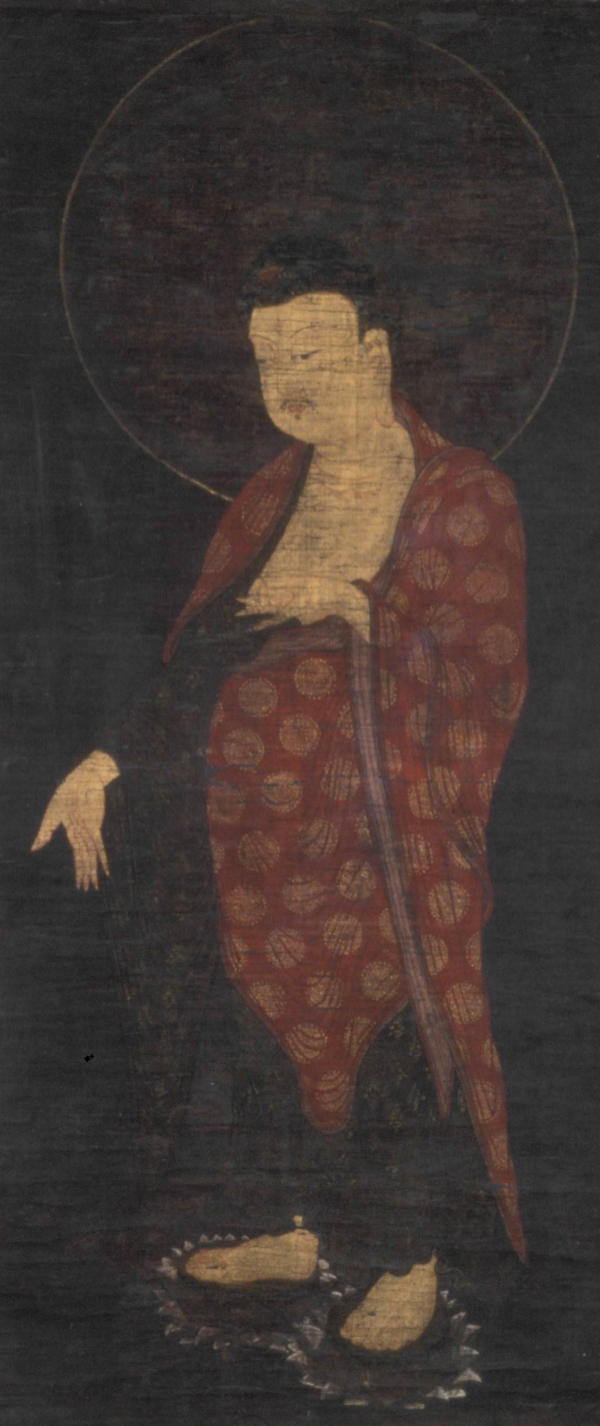
阿弥陀如来図（ギメ東洋美術館）
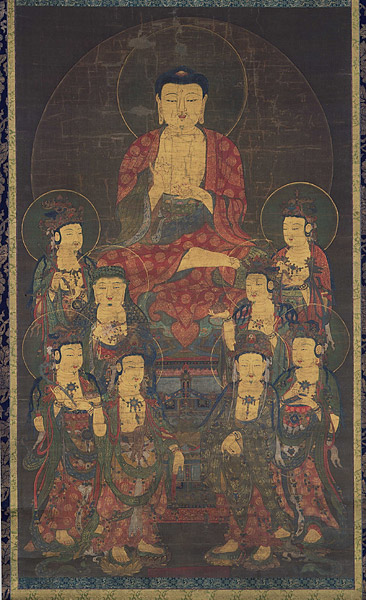
阿弥陀如来図（14世紀、サンフランシスコ・アジア美術館）
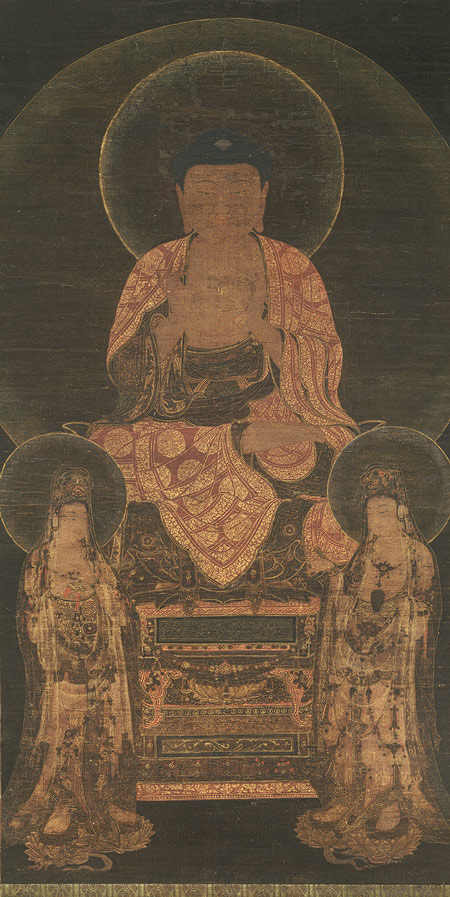
阿弥陀三尊図（13世紀、メトロポリタン美術館）
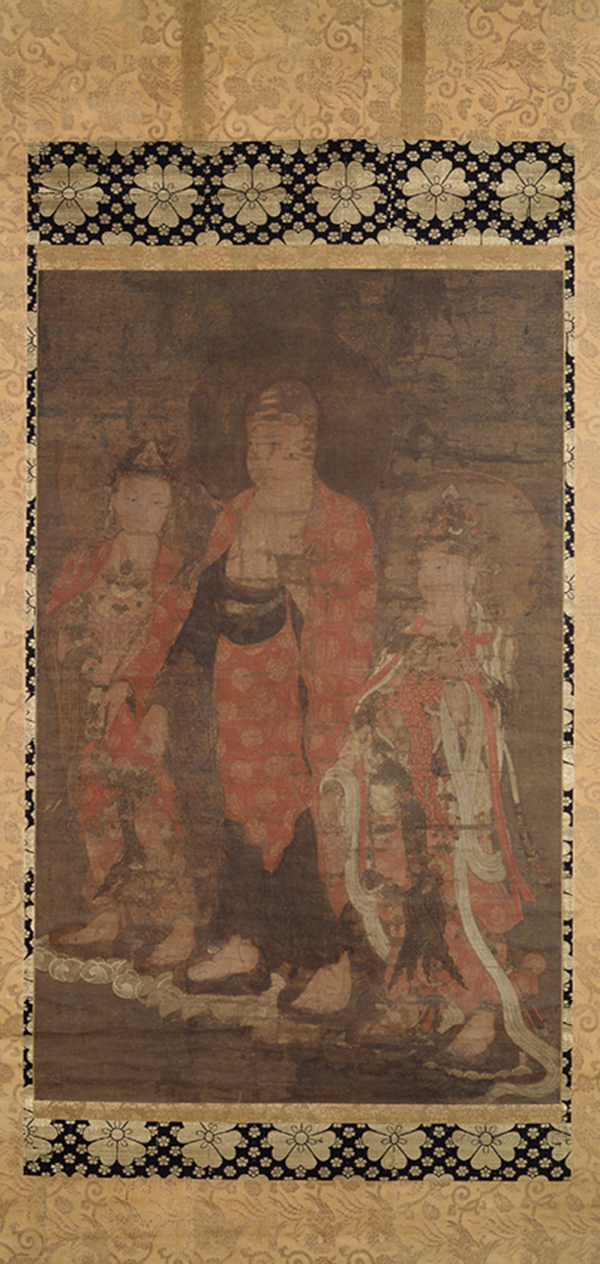
阿弥陀三尊図（ブルックリン美術館）
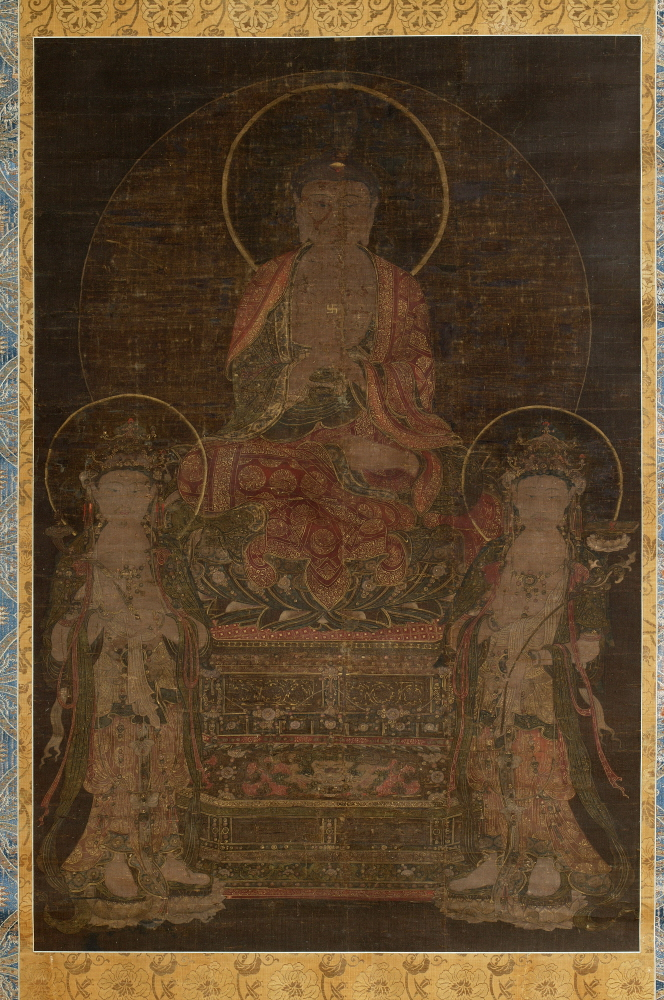
毘盧遮那三尊図（ケルン東アジア美術館）
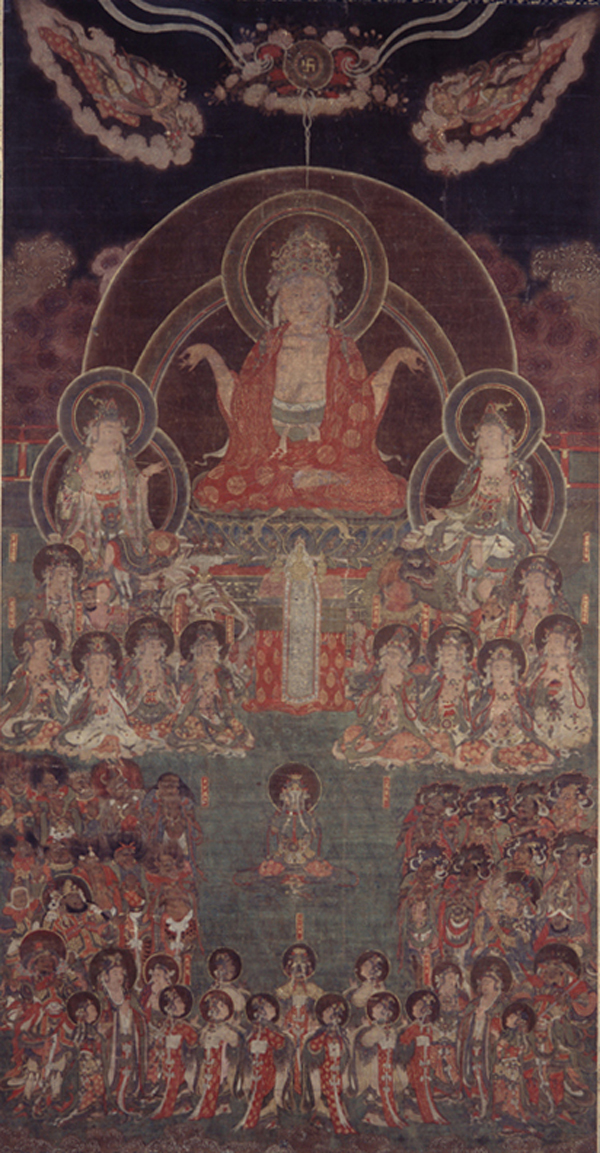
円覚経変相図（ボストン美術館）
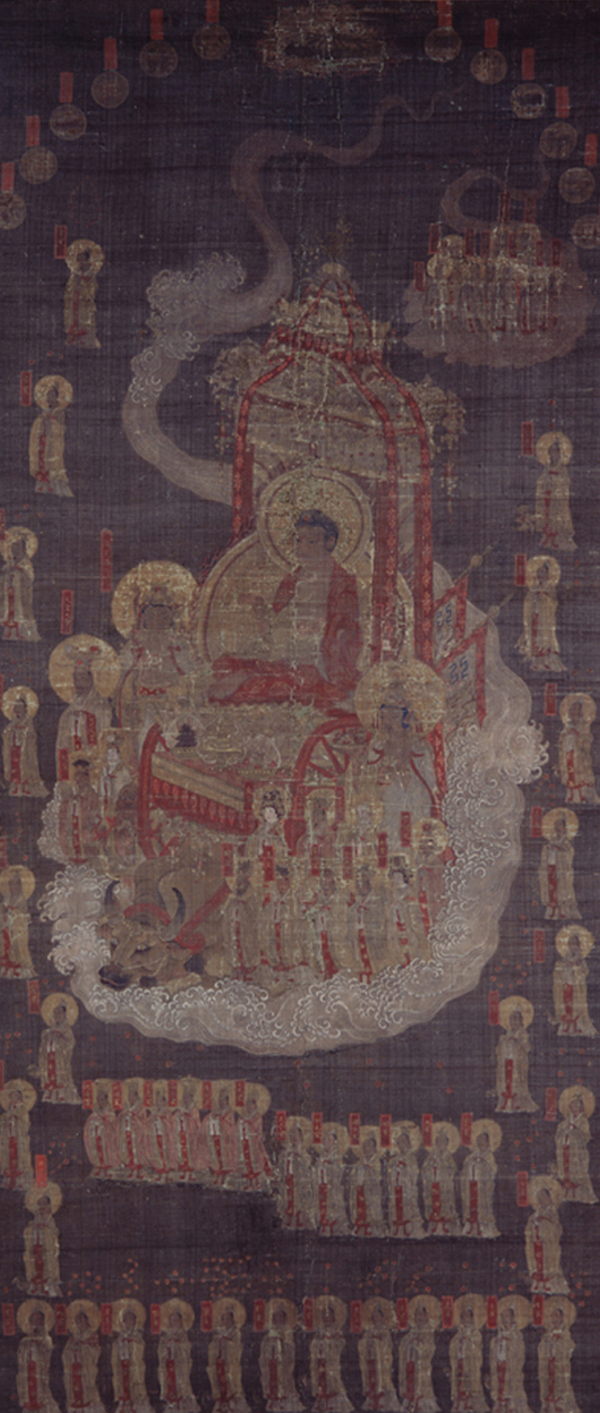
熾盛光如来往臨図（ボストン美術館）